# Área metropolitana de Lawton
El Área Estadística Metropolitana de Lawton, OK MSA, como la denomina la Oficina de Administración y Presupuesto, es un Área Estadística Metropolitana centrada en la ciudad de Lawton, que solo abarca el condado de Comanche en el estado de Oklahoma, Estados Unidos. Su población según el censo de 2010 es de 124.098 habitantes, convirtiéndola en la 310.ª área metropolitana más poblada de los Estados Unidos.

## Comunidades
Ciudades
- Cache
- Elgin
- Lawton (ciudad principal)

Pueblos
- Chattanooga (parcialmente)
- Faxon
- Fletcher
- Geronimo
- Indiahoma
- Medicine Park
- Sterling